# Список астероїдів (6701—6800)
| Назва                                 | Тимчасове позначення | Дата відкриття    | Місце відкриття                   | Відкривач                                              |
| ------------------------------------- | -------------------- | ----------------- | --------------------------------- | ------------------------------------------------------ |
| 6701 Ворхол (Warhol)                  | 1988 AW1             | 14 січня 1988     | Обсерваторія Клеть                | Антонін Мркос                                          |
| (6702) 1988 BP3                       | 1988 BP3             | 18 січня 1988     | Обсерваторія Ла-Сілья             | Анрі Дебеонь                                           |
| (6703) 1988 CH                        | 1988 CH              | 10 лютого 1988    | Обсерваторія Йорії                | Масару Араї, Хіроші Морі                               |
| (6704) 1988 CJ                        | 1988 CJ              | 10 лютого 1988    | Обсерваторія Йорії                | Масару Араї, Хіроші Морі                               |
| 6705 Ринакетті (Rinaketty)            | 1988 RK5             | 2 вересня 1988    | Обсерваторія Ла-Сілья             | Анрі Дебеонь                                           |
| (6706) 1988 VD3                       | 1988 VD3             | 11 листопада 1988 | YGCO (станція Тійода)             | Такуо Кодзіма                                          |
| 6707 Сіґеру (Shigeru)                 | 1988 VZ3             | 13 листопада 1988 | Обсерваторія Кітамі               | Масаюкі Янаї, Кадзуро Ватанабе                         |
| 6708 Боббівейл (Bobbievaile)          | 1989 AA5             | 4 січня 1989      | Обсерваторія Сайдинг-Спрінг       | Роберт Макнот                                          |
| 6709 Хіроміюкі (Hiromiyuki)           | 1989 CD              | 2 лютого 1989     | Обсерваторія Йорії                | Масару Араї, Хіроші Морі                               |
| 6710 Апостел (Apostel)                | 1989 GF4             | 3 квітня 1989     | Обсерваторія Ла-Сілья             | Ерік Вальтер Ельст                                     |
| 6711 Холлімен (Holliman)              | 1989 HG              | 30 квітня 1989    | Паломарська обсерваторія          | Е. Гелін                                               |
| 6712 Горнштейн (Hornstein)            | 1990 DS1             | 23 лютого 1990    | Обсерваторія Клеть                | Антонін Мркос                                          |
| 6713 Коґґі (Coggie)                   | 1990 KM              | 21 травня 1990    | Паломарська обсерваторія          | Е. Гелін                                               |
| 6714 Монреаль (Montreal)              | 1990 OE2             | 29 липня 1990     | Паломарська обсерваторія          | Генрі Гольт                                            |
| 6715 Шелдонмаркс (Sheldonmarks)       | 1990 QS1             | 22 серпня 1990    | Паломарська обсерваторія          | Генрі Гольт, Девід Леві                                |
| (6716) 1990 RO1                       | 1990 RO1             | 14 вересня 1990   | Паломарська обсерваторія          | Генрі Гольт                                            |
| 6717 Антал (Antal)                    | 1990 TU10            | 10 жовтня 1990    | Обсерваторія Карла Шварцшильда    | Ф. Бернґен, Лутц Шмадель                               |
| 6718 Байлбок (Beiglbock)              | 1990 TT12            | 14 жовтня 1990    | Обсерваторія Карла Шварцшильда    | Лутц Шмадель, Ф. Бернґен                               |
| 6719 Ґаллай (Gallaj)                  | 1990 UL11            | 16 жовтня 1990    | КрАО                              | Журавльова Людмила Василівна, Ґ. Кастель               |
| 6720 Ґіфу (Gifu)                      | 1990 VP2             | 11 листопада 1990 | Обсерваторія Ґейсей               | Тсутому Секі                                           |
| 6721 Мінаміавадзі                     | 1990 VY6             | 10 листопада 1990 | Обсерваторія Ніхондайра           | Такеші Урата                                           |
| 6722 Бунічі (Bunichi)                 | 1991 BG2             | 23 січня 1991     | Обсерваторія Кітамі               | Кін Ендате, Кадзуро Ватанабе                           |
| 6723 Кріскларк (Chrisclark)           | 1991 CL3             | 14 лютого 1991    | Паломарська обсерваторія          | Е. Гелін                                               |
| (6724) 1991 CX5                       | 1991 CX5             | 4 лютого 1991     | Обсерваторія Кушіро               | Сейджі Уеда, Хіроші Канеда                             |
| 6725 Енгьодзі                         | 1991 DS              | 21 лютого 1991    | Обсерваторія Карасуяма            | Шіґеру Інода, Такеші Урата                             |
| 6726 Сатерс (Suthers)                 | 1991 PS              | 5 серпня 1991     | Паломарська обсерваторія          | Генрі Гольт                                            |
| (6727) 1991 TF4                       | 1991 TF4             | 10 жовтня 1991    | Паломарська обсерваторія          | Кеннет Лоренс                                          |
| (6728) 1991 UM                        | 1991 UM              | 18 жовтня 1991    | Обсерваторія Кушіро               | Сейджі Уеда, Хіроші Канеда                             |
| 6729 Еміко (Emiko)                    | 1991 VV2             | 4 листопада 1991  | Обсерваторія Кійосато             | Сатору Отомо                                           |
| 6730 Ікеда (Ikeda)                    | 1992 BH              | 24 січня 1992     | Обсерваторія Ніхондайра           | Такеші Урата                                           |
| 6731 Хієй (Hiei)                      | 1992 BK              | 24 січня 1992     | Обсерваторія Яцуґатаке-Кобутізава | Йошіо Кушіда, Осаму Мурамацу                           |
| (6732) 1992 CG1                       | 1992 CG1             | 8 лютого 1992     | Обсерваторія Кушіро               | Сейджі Уеда, Хіроші Канеда                             |
| (6733) 1992 EF                        | 1992 EF              | 2 березня 1992    | Обсерваторія Кушіро               | Сейджі Уеда, Хіроші Канеда                             |
| 6734 Бензенберг (Benzenberg)          | 1992 FB              | 23 березня 1992   | Обсерваторія Кушіро               | Сейджі Уеда, Хіроші Канеда                             |
| 6735 МедХеттер (Madhatter)            | 1992 WM3             | 23 листопада 1992 | Обсерваторія Ніхондайра           | Такеші Урата                                           |
| 6736 Мачхее (Marchare)                | 1993 EF              | 1 березня 1993    | Обсерваторія Ніхондайра           | Такеші Урата                                           |
| 6737 Окабаясі (Okabayashi)            | 1993 ER              | 15 березня 1993   | Обсерваторія Кітамі               | Кін Ендате, Кадзуро Ватанабе                           |
| 6738 Танабе (Tanabe)                  | 1993 FD1             | 20 березня 1993   | Обсерваторія Кітамі               | Кін Ендате, Кадзуро Ватанабе                           |
| 6739 Таренде (Tarendo)                | 1993 FU38            | 19 березня 1993   | Обсерваторія Ла-Сілья             | UESAC                                                  |
| 6740 Ґофф (Goff)                      | 1993 GY              | 14 квітня 1993    | Паломарська обсерваторія          | Керолін Шумейкер, Юджин Шумейкер                       |
| 6741 Ліюань (Liyuan)                  | 1994 FX              | 31 березня 1994   | Обсерваторія Кітамі               | Кін Ендате, Кадзуро Ватанабе                           |
| 6742 Б'яндепей (Biandepei)            | 1994 GR              | 8 квітня 1994     | Обсерваторія Кітамі               | Кін Ендате, Кадзуро Ватанабе                           |
| 6743 Ліу (Liu)                        | 1994 GS              | 8 квітня 1994     | Обсерваторія Кітамі               | Кін Ендате, Кадзуро Ватанабе                           |
| 6744 Комода (Komoda)                  | 1994 JL              | 6 травня 1994     | Обсерваторія Кітамі               | Кін Ендате, Кадзуро Ватанабе                           |
| 6745 Нісіяма (Nishiyama)              | 1994 JD1             | 7 травня 1994     | Обсерваторія Кітамі               | Кін Ендате, Кадзуро Ватанабе                           |
| 6746 Цаґар (Zagar)                    | 1994 NP              | 9 липня 1994      | Обсерваторія Сан-Вітторе          | Обсерваторія Сан-Вітторе                               |
| 6747 Одзеґахара (Ozegahara)           | 1995 UT3             | 20 жовтня 1995    | Обсерваторія Оїдзумі              | Такао Кобаяші                                          |
| 6748 Браттон (Bratton)                | 1995 UV30            | 20 жовтня 1995    | Обсерваторія Кітт-Пік             | Spacewatch                                             |
| 6749 Ірінтже (Ireentje)               | 7068 P-L             | 17 жовтня 1960    | Паломарська обсерваторія          | К. Й. ван Гаутен, І. ван Гаутен-Ґроневельд, Т. Герельс |
| 6750 Кетґерт (Katgert)                | 1078 T-1             | 24 березня 1971   | Паломарська обсерваторія          | К. Й. ван Гаутен, І. ван Гаутен-Ґроневельд, Т. Герельс |
| 6751 ван Гендерен (van Genderen)      | 1114 T-1             | 25 березня 1971   | Паломарська обсерваторія          | К. Й. ван Гаутен, І. ван Гаутен-Ґроневельд, Т. Герельс |
| 6752 Ешлі (Ashley)                    | 4150 T-1             | 26 березня 1971   | Паломарська обсерваторія          | К. Й. ван Гаутен, І. ван Гаутен-Ґроневельд, Т. Герельс |
| 6753 Фурсенко (Fursenko)              | 1974 RV1             | 14 вересня 1974   | КрАО                              | Черних Людмила Іванівна                                |
| 6754 Бурденко (Burdenko)              | 1976 UD4             | 28 жовтня 1976    | КрАО                              | Журавльова Людмила Василівна                           |
| 6755 Солов'яненко (Solovʹyanenko)     | 1976 YE1             | 16 грудня 1976    | КрАО                              | Черних Людмила Іванівна                                |
| (6756) 1978 VX3                       | 1978 VX3             | 7 листопада 1978  | Паломарська обсерваторія          | Е. Гелін, Ш. Дж. Бас                                   |
| 6757 Еддібішофф (Addibischoff)        | 1979 SE15            | 20 вересня 1979   | Паломарська обсерваторія          | Ш. Дж. Бас                                             |
| 6758 Джесіоувенс (Jesseowens)         | 1980 GL              | 13 квітня 1980    | Обсерваторія Клеть                | Антонін Мркос                                          |
| (6759) 1980 KD                        | 1980 KD              | 21 травня 1980    | Обсерваторія Ла-Сілья             | Анрі Дебеонь                                           |
| (6760) 1980 KM                        | 1980 KM              | 22 травня 1980    | Обсерваторія Ла-Сілья             | Анрі Дебеонь                                           |
| 6761 Гарольдконноллі (Haroldconnolly) | 1981 EV19            | 2 березня 1981    | Обсерваторія Сайдинг-Спрінг       | Ш. Дж. Бас                                             |
| 6762 Сиренаґудріх (Cyrenagoodrich)    | 1981 EC25            | 2 березня 1981    | Обсерваторія Сайдинг-Спрінг       | Ш. Дж. Бас                                             |
| 6763 Кочіні (Kochiny)                 | 1981 RA2             | 7 вересня 1981    | КрАО                              | Карачкіна Людмила Георгіївна                           |
| 6764 Кіріллавров (Kirillavrov)        | 1981 TM3             | 7 жовтня 1981     | КрАО                              | Черних Людмила Іванівна                                |
| 6765 Фібоначчі (Fibonacci)            | 1982 BQ2             | 20 січня 1982     | Обсерваторія Клеть                | Ладіслав Брожек                                        |
| 6766 Хармс (Kharms)                   | 1982 UC6             | 20 жовтня 1982    | КрАО                              | Карачкіна Людмила Георгіївна                           |
| 6767 Ширвіндт (Shirvindt)             | 1983 AA3             | 6 січня 1983      | КрАО                              | Карачкіна Людмила Георгіївна                           |
| 6768 Матіасбраун (Mathiasbraun)       | 1983 RY              | 7 вересня 1983    | Обсерваторія Клеть                | Антонін Мркос                                          |
| 6769 Брокофф (Brokoff)                | 1985 CJ1             | 15 лютого 1985    | Обсерваторія Клеть                | Антонін Мркос                                          |
| 6770 Фуґате (Fugate)                  | 1985 QR              | 22 серпня 1985    | Станція Андерсон-Меса             | Едвард Бовелл                                          |
| 6771 Фоєрстер (Foerster)              | 1986 EZ4             | 9 березня 1986    | Обсерваторія Сайдинг-Спрінг       | Клаес-Інґвар Лаґерквіст                                |
| (6772) 1988 BG4                       | 1988 BG4             | 20 січня 1988     | Обсерваторія Ла-Сілья             | Анрі Дебеонь                                           |
| 6773 Келлавей (Kellaway)              | 1988 LK              | 15 червня 1988    | Паломарська обсерваторія          | Е. Гелін                                               |
| 6774 Владгенріх (Vladheinrich)        | 1988 VH5             | 4 листопада 1988  | Обсерваторія Клеть                | Антонін Мркос                                          |
| 6775 Джіорджіні (Giorgini)            | 1989 GJ              | 5 квітня 1989     | Паломарська обсерваторія          | Е. Гелін                                               |
| 6776 Дікс (Dix)                       | 1989 GF8             | 6 квітня 1989     | Обсерваторія Карла Шварцшильда    | Ф. Бернґен                                             |
| 6777 Балакірєв (Balakirev)            | 1989 SV1             | 26 вересня 1989   | Обсерваторія Ла-Сілья             | Ерік Вальтер Ельст                                     |
| 6778 Тосамакото (Tosamakoto)          | 1989 TX10            | 4 жовтня 1989     | Обсерваторія Кітамі               | Ацусі Такагасі, Кадзуро Ватанабе                       |
| 6779 Перрайн (Perrine)                | 1990 DM1             | 20 лютого 1990    | Обсерваторія Клеть                | Антонін Мркос                                          |
| 6780 Бородін (Borodin)                | 1990 ES3             | 2 березня 1990    | Обсерваторія Ла-Сілья             | Ерік Вальтер Ельст                                     |
| (6781) 1990 OD                        | 1990 OD              | 19 липня 1990     | Паломарська обсерваторія          | Е. Гелін                                               |
| (6782) 1990 SU10                      | 1990 SU10            | 16 вересня 1990   | Паломарська обсерваторія          | Генрі Гольт                                            |
| 6783 Гуляєв (Gulyaev)                 | 1990 SO28            | 24 вересня 1990   | КрАО                              | Черних Людмила Іванівна                                |
| 6784 Боґатіков (Bogatikov)            | 1990 UN13            | 28 жовтня 1990    | КрАО                              | Черних Людмила Іванівна                                |
| (6785) 1990 VA7                       | 1990 VA7             | 12 листопада 1990 | Фудзієда                          | Х. Шіодзава, М. Кідзава                                |
| 6786 Дудантсутсуї (Doudantsutsuji)    | 1991 DT              | 21 лютого 1991    | Обсерваторія Карасуяма            | Шіґеру Інода, Такеші Урата                             |
| (6787) 1991 PF15                      | 1991 PF15            | 7 серпня 1991     | Паломарська обсерваторія          | Генрі Гольт                                            |
| (6788) 1991 PH15                      | 1991 PH15            | 7 серпня 1991     | Паломарська обсерваторія          | Генрі Гольт                                            |
| 6789 Мілкі (Milkey)                   | 1991 RM6             | 4 вересня 1991    | Паломарська обсерваторія          | Е. Гелін                                               |
| 6790 Пінгвін (Pingouin)               | 1991 SF1             | 28 вересня 1991   | Обсерваторія Кійосато             | Сатору Отомо                                           |
| (6791) 1991 UC2                       | 1991 UC2             | 29 жовтня 1991    | Обсерваторія Кушіро               | Сейджі Уеда, Хіроші Канеда                             |
| 6792 Акіяматакасі (Akiyamatakashi)    | 1991 WC              | 30 листопада 1991 | Сусоно                            | Макіо Акіяма, Тошімата Фурута                          |
| 6793 Плаццоло (Palazzolo)             | 1991 YE              | 30 грудня 1991    | Обсерваторія Бассано-Брешіано     | Обсерваторія Бассано-Брешіано                          |
| 6794 Масуісакура (Masuisakura)        | 1992 DK              | 26 лютого 1992    | Обсерваторія Дінік                | Ацуші Суґіе                                            |
| 6795 Ерншьольдсвік (Ornskoldsvik)     | 1993 FZ12            | 17 березня 1993   | Обсерваторія Ла-Сілья             | UESAC                                                  |
| 6796 Сундсвалль (Sundsvall)           | 1993 FH24            | 21 березня 1993   | Обсерваторія Ла-Сілья             | UESAC                                                  |
| 6797 Естерсунд (Ostersund)            | 1993 FG25            | 21 березня 1993   | Обсерваторія Ла-Сілья             | UESAC                                                  |
| 6798 Куперін (Couperin)               | 1993 JK1             | 14 травня 1993    | Обсерваторія Ла-Сілья             | Ерік Вальтер Ельст                                     |
| 6799 Сітфіфтітрі (Citfiftythree)      | 1993 KM              | 17 травня 1993    | Паломарська обсерваторія          | Е. Гелін                                               |
| 6800 Сараґаміне (Saragamine)          | 1994 UC              | 29 жовтня 1994    | Обсерваторія Кума Коґен           | Акімаса Накамура                                       |

| Астероїди 1—10000 → |           |           |           |           |           |           |           |           |            |
| 1—100               | 1001—1100 | 2001—2100 | 3001—3100 | 4001—4100 | 5001—5100 | 6001—6100 | 7001—7100 | 8001—8100 | 9001—9100  |
| 101—200             | 1101—1200 | 2101—2200 | 3101—3200 | 4101—4200 | 5101—5200 | 6101—6200 | 7101—7200 | 8101—8200 | 9101—9200  |
| 201—300             | 1201—1300 | 2201—2300 | 3201—3300 | 4201—4300 | 5201—5300 | 6201—6300 | 7201—7300 | 8201—8300 | 9201—9300  |
| 301—400             | 1301—1400 | 2301—2400 | 3301—3400 | 4301—4400 | 5301—5400 | 6301—6400 | 7301—7400 | 8301—8400 | 9301—9400  |
| 401—500             | 1401—1500 | 2401—2500 | 3401—3500 | 4401—4500 | 5401—5500 | 6401—6500 | 7401—7500 | 8401—8500 | 9401—9500  |
| 501—600             | 1501—1600 | 2501—2600 | 3501—3600 | 4501—4600 | 5501—5600 | 6501—6600 | 7501—7600 | 8501—8600 | 9501—9600  |
| 601—700             | 1601—1700 | 2601—2700 | 3601—3700 | 4601—4700 | 5601—5700 | 6601—6700 | 7601—7700 | 8601—8700 | 9601—9700  |
| 701—800             | 1701—1800 | 2701—2800 | 3701—3800 | 4701—4800 | 5701—5800 | 6701—6800 | 7701—7800 | 8701—8800 | 9701—9800  |
| 801—900             | 1801—1900 | 2801—2900 | 3801—3900 | 4801—4900 | 5801—5900 | 6801—6900 | 7801—7900 | 8801—8900 | 9801—9900  |
| 901—1000            | 1901—2000 | 2901—3000 | 3901—4000 | 4901—5000 | 5901—6000 | 6901—7000 | 7901—8000 | 8901—9000 | 9901—10000 |